# Судислав
Судисла́в — українське і загальнослов'янське чоловіче ім'я, що означає «той, кому судилася слава».
Також існує жіноча форма імені — Судислава.

## Відповідності
В інших народів імені Судислав відповідають імена:
- рос. Судислав

## Персоналії
- Судислав (боярин)